# 竹篙鬼
竹篙鬼，又稱竹鬼、竹竿鬼、竹子鬼。據說竹林本身招陰，鬼怪便化作竹子橫阻道路。深夜從鄉間小路經過，若路邊的竹突倒了下來橫在路上，人不能跨過。一旦跨過，竹子就把人吊上去，懸在空中，力道之大或致死傷。原型可能是一種用竹子製作，用於狩獵用的「山豬陷阱」。

## 川端橋的竹鬼

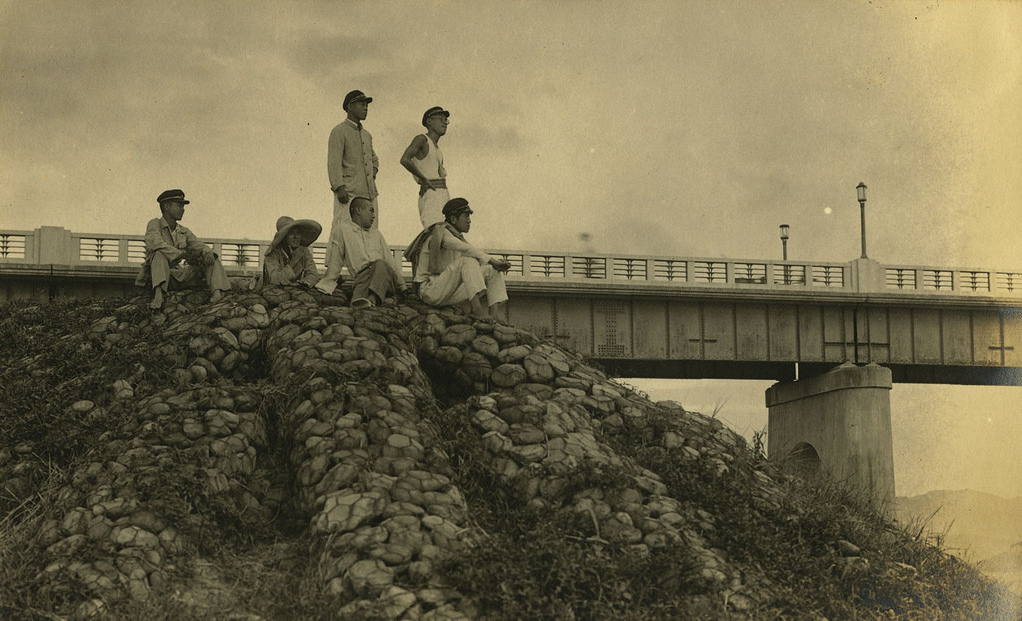
日治時代的川端橋

據說台北的川端橋（現中正橋）附近的竹林，住著一個竹鬼，有人要通過竹林時，竹子會彎曲阻擋去路，若停下腳步，竹子又會直立起來。

## 另一種竹篙鬼
根據片岡巖的《台灣風俗誌》，竹篙鬼是身軀高而細長的鬼，類似日本的高入道。澎湖望安傳說，有身長三丈的竹篙鬼，會跟在人後，這時要邊拔一根芒草邊說「我長你短，我長你短」，竹篙鬼就會慢慢變矮。

## 科學解釋
因為竹筍或竹苗生長速度極快，可能在竹苗生長過程中受到外力等被壓住，但竹子仍然在生長。當成長到一定大小，外力可能不足以穩定壓住竹子，當人畜經過干擾，竹子極有可能彈起造成死亡或受傷。